# MORF4L2
MORF4L2 (англ. Mortality factor 4 like 2) – білок, який кодується однойменним геном, розташованим у людей на X-хромосомі. Довжина поліпептидного ланцюга білка становить 288 амінокислот, а молекулярна маса — 32 308.
| 10         |  | 20         |  | 30         |  | 40         |  | 50         |
| ---------- |  | ---------- |  | ---------- |  | ---------- |  | ---------- |
| MSSRKQGSQP |  | RGQQSAEEEN |  | FKKPTRSNMQ |  | RSKMRGASSG |  | KKTAGPQQKN |
| LEPALPGRWG |  | GRSAENPPSG |  | SVRKTRKNKQ |  | KTPGNGDGGS |  | TSEAPQPPRK |
| KRARADPTVE |  | SEEAFKNRME |  | VKVKIPEELK |  | PWLVEDWDLV |  | TRQKQLFQLP |
| AKKNVDAILE |  | EYANCKKSQG |  | NVDNKEYAVN |  | EVVAGIKEYF |  | NVMLGTQLLY |
| KFERPQYAEI |  | LLAHPDAPMS |  | QVYGAPHLLR |  | LFVRIGAMLA |  | YTPLDEKSLA |
| LLLGYLHDFL |  | KYLAKNSASL |  | FTASDYKVAS |  | AEYHRKAL   |  |            |

A: Аланін

C: Цистеїн

D: Аспарагінова кислота

E: Глутамінова кислота

F: Фенілаланін

G: Гліцин

H: Гістидин

I: Ізолейцин

K: Лізин

L: Лейцин

M: Метіонін

N: Аспарагін

P: Пролін

Q: Глутамін

R: Аргінін

S: Серин

T: Треонін

V: Валін

W: Триптофан

Кодований геном білок за функціями належить до регуляторів хроматину, фосфопротеїнів. 
Задіяний у таких біологічних процесах, як транскрипція, регуляція транскрипції, пошкодження ДНК, репарація ДНК, регуляція росту. 
Локалізований у ядрі.